# Daniël Wayenberg
Daniël Wayenberg   (14è districte de París, 11 d'octubre de 1929 - Courbevoie, 17 de setembre de 2019) fou un pianista i compositor neerlandès.
El fill de la violinista russa Margarete Berson i periodista holandesa, nascut a París i crescut als Països Baixos, va tenir les seves primeres lliçons amb la seva mare. Després estudia a l'Haia amb Ary Verhaar i al Conservatoire de París amb Marguerite Long. A mesura que el participant més jove del Concurs Internacional Marguerite Long-Jacques Thibaud va rebre el 1949 el Gran Premi de París.
El 1953 va debutar al "Carnegie Hall" de Nova York amb la Filharmònica de Nova York sota la direcció de Dimitri Mitropoulos. A continuació, va recórrer el EUA, Canadà, Indonèsia i diversos països europeus i es va unir a festivals internacionals. Va rebre el "Grand Prix du Disque" diverses vegades, incloses el 1956 per a l'enregistrament d'obres de Johannes Brahms, Maurice Ravel, George Gershwin i Serguei Rakhmàninov.
Wayenberg va actuar com a solista de piano amb directors com Eugen Jochum, Karl Böhm, Jean Martinon, Rafael Kubelík, George Szell, Sir John Barbirolli, Georges Prêtre i Bernard Haitink. A més, també va aparèixer com a pianista de jazz i va publicar àlbums amb Louis van Dijk. El 1962, els Països Baixos el distingeixen amb l'Orde de Oranje Nassau. A França, va ser guardonat amb el "Chevalier des Arts et des Lettres" el 1967. El 1985 va ser professor de piano al Conservatori de Rotterdam.
A més d'obres de música de cambra, Wayenberg, va compondre una simfonia i un concert per a tres pianos.

## Obres
- Solstici, ballet, 1955
- Concert per a cinc instruments de vent i piano, 1958
- Sonata per a violí i piano, 1966
- Capella, simfonia, 1973
- Concert per a tres pianos i orquestra, 1974